# Franz Hammerl
Franz Xaver Hammerl (* 9. Oktober 1919; † 30. Juli 2001) war ein deutscher Fußballspieler.

## Karriere

### Vereine
Hammerl spielte von 1929 bis 1938 für den Post SV München und obwohl sein Verein sportlich im Schatten des FC Bayern München, des TSV 1860 München und des FC Wacker München stand, entwickelte er sich leistungsmäßig so gut, dass er mit 20 Jahren bereits in die bayrische Gauligaauswahlmannschaft berufen wurde, und das als Spieler eines Vereins aus der zweitklassigen Bezirksliga. Mit dem Post SV München gewann er am Saisonende 1937/38 die Bezirksmeisterschaft, der Aufstieg in die Gauliga Bayern gelang jedoch nicht.
Im November 1940 wechselte er als leistungsstarker Außenläufer zum Lokalrivalen TSV 1860 München. Bereits in der ersten Saison – 1940/41 – feierte er mit den „Löwen“ den Gewinn der Gaumeisterschaft. Gemeinsam mit seinen Vereinsmitspielern Georg Bayerer, Franz Schmeiser, Franz Graf, Josef Wendl, Heinz Krückeberg und Ludwig Janda behauptete er sich in der Endrunde um die Deutsche Fußballmeisterschaft 1941 in den Spielen gegen die Stuttgarter Kickers (Edmund Conen, Franz Immig, Erwin Deyhle, Albert Sing), Rapid Wien und den VfL Neckarau. Knapp setzte sich Rapid Wien um die Stars Rudolf Raftl und Franz Binder in den Gruppenspielen gegen den TSV 1860 München durch. Hammerl überzeugte in der Position des Außenläufers.
Als die „Löwen“ den Tschammerpokal 1942 gewinnen konnten, war Hammerl durch Kriegsereignisse gehindert, an den Pokalspielen teilzunehmen. Mit dem zweiten Titelgewinn, der Südbayerischen Gaumeisterschaft 1943, kam er einzig am 2. Mai 1943 beim 3:0-Erstrundensieg über den VfB Stuttgart zum Einsatz.
Nach dem Ende des Zweiten Weltkriegs gehörte er in der Oberliga Süd zur Stammformation des TSV 1860 München. Sportlich sorgte der Gewinn der Vizemeisterschaft am Saisonende 1947/48 für den nochmaligen Einzug in die Endrunde um die deutsche Fußballmeisterschaft. Das aufstrebende Team vom 1. FC Kaiserslautern mit dem torgefährlichen Innensturm Fritz Walter, Ottmar Walter sowie Werner Baßler ließ bei der klaren 1:5-Niederlage am 18. Juli 1948 in Worms Franz Hammerl und seinen Mitspielern keine Chance auf das Weiterkommen. Mit dem Saisonende 1949/50 – er hatte alle 30 Punktspiele absolviert – beendete er seine aktive Spielerlaufbahn. In der Oberliga Süd hatte er für den TSV 1860 München 142 Punktspiele bestritten. Durch sein Aushelfen beim 1:1-Unentschieden am 10. Februar 1952, im Heimspiel gegen den VfR Mannheim, kam noch ein weiteres Oberliga-Spiel hinzu; damit endete seine Spielerkarriere endgültig.

### Auswahl-/Nationalmannschaft
In der Saison 1939/40, Hammerl spielte noch im Dress vom Post SV München, wurde er erstmals im Wettbewerb um den Reichsbundpokal in die Gauauswahlmannschaft Bayern eingesetzt. Er debütierte am 3. Dezember 1939 als 20-Jähriger beim 3:0-Sieg über die Gauauswahlmannschaft Württemberg. Es folgten Siege über die Gauauswahlmannschaften Südwest und Ostmark.
Das am 30. Juni 1940 in Augsburg ausgetragene Finale – mit der Läuferreihe Georg Bayerer (TSV 1860 München), Ludwig Goldbrunner (FC Bayern München) und ihm, wurde mit 3:1 gegen die Gauauswahlmannschaft Sachsen gewonnen. Am 6. Oktober 1940 stand er in der Elf des Titelverteidigers im ersten Spiel des Wettbewerbs 1940/41, beim 3:3-Remis nach Verlängerung gegen die Gauauswahlmannschaft Niedersachsen, noch als Spieler des Post SV München.
Mit der Gauauswahlmannschaft Bayern bestritt er 1940/41 die Spiele gegen die Gauauswahlmannschaften Ostpreußen und Südwest und das am 7. September 1941 mit 0:2 gegen die Gauauswahlmannschaft Sachsen verlorene Finale in Chemnitz; wobei er die linke Außenläuferposition besetzte.
Kurz vor seinem 21. Geburtstag wurde der Außenläufer vom Post SV München in die A-Nationalmannschaft durch Reichstrainer Sepp Herberger berufen. Da einige Spieler wegen des Zweiten Weltkrieges nicht zur Verfügung standen und Hammerl in den Spielen der bayrischen Gauauswahlmannschaft überzeugt hatte, wurde er zum Länderspiel am 20. Oktober 1940 in seiner Heimatstadt gegen die Nationalmannschaft Bulgariens nominiert. Er bildete gemeinsam mit Andreas Kupfer und Ludwig Goldbrunner die Läuferreihe beim überlegenen 7:3-Sieg. Als weiteren Debütanten brachte Herberger auf Halblinks Albert Sing von den Stuttgarter Kickers zum Einsatz. Edmund Conen gelangen vier Treffer und Ludwig Goldbrunner beendete mit diesem Spiel seine Länderspielkarriere. Franz Hammerl konnte zukünftig aber den Stammspieler Albin Kitzinger nicht auf der Außenläuferposition verdrängen und kam zu keinem weiteren Einsatz in der Nationalmannschaft.
Des Weiteren stand er in den Aufgeboten Süddeutschlands für die Repräsentativspiele am 19. Mai und 17. Oktober 1948 sowie am 13. März 1949. In seiner Heimatstadt München kam er am 2. Oktober 1949 im Spiel gegen Norddeutschland zum Einsatz.